# Henri Berthoud
Henri Berthoud (* 24. September 1855 in Morges; † 31. Dezember 1904 oder 1. Januar 1905 in Valdesia bei Makhado in Südafrika) war ein Schweizer evangelischer Geistlicher und Sprachforscher.

## Leben

### Familie
Henri Berthoud war der Sohn des gleichnamigen Pfarrers Henri Berthoud (1813–1874) und dessen Ehefrau Henriette (geb. Bonard); sein älterer Bruder war der Missionar Paul Berthoud.
Er war verheiratet mit Jeanne Emma (geb. Polge); gemeinsam hatten sie vier Kinder.

### Werdegang
Henri Berthoud immatrikulierte sich an der Fakultät der Freikirche des Kantons Waadt in Lausanne und setzte sein Theologiestudium in England fort; 1880 erfolgte seine Konsekration.
Er wurde ein Pionier der Mission vaudoise, der späteren Mission Romande, in Südafrika und war ab 1880 in der Provinz Transvaal. Von 1882 bis 1893 und von 1896 bis 1904 war er auf der Station Valdesia, die sein Bruder Paul 1875 gegründet hatte, tätig.

### Berufliches Wirken
Henri Berthoud gehörte zur Freikirche des Kanton Waadt, war aber nicht nur Geistlicher, sondern betätigte sich auch als Forscher, Linguist, Geograph und Kartograf.
In den Jahren 1881 und 1883 erkundete er den Osten der Republik Zoutpansberg, erforschte die dortigen ethnischen Untergruppen und beschrieb den Fluss Singouetse, einen Nebenfluss des Olifant, der in den Limpopo mündet.
Er publizierte seine Arbeiten von 1892 bis 1893 im Bulletin de la Société neuchâteloise de géographie und war der erste Herausgeber des Neuen Testaments in Tsonga sowie einer Studie zur Familie der Bantusprachen, vor allem zur Tsongasprache.

## Schriften (Auswahl)
- Voyage chez Goungounyane. G. Bridel et Cie, Lausanne 1892.
- Paul Berthoud; Henri Berthoud; A. Jaques: Evangeli ya Luka ne Timhaka ta V̌apostola he Šithonga. London: B. & F. B. S., 1892.
- Quelques remarques sur la famille des langues et sur la langue Tzonga en particulier. E. J. Brill. Leide 1896.
- Deux problèmes hydrographiques du pays de Gaza, et carte. Imprimerie Paul Attinger. Neuchâtel 1904.
- Henri Berthoud; Paul Berthoud: Testamente le'Yintŝha. London: B. & F. B. S., 1905.